# 太宗イ・バンウォン
『太宗イ・バンウォン』（原題：「太宗　李芳遠」、朝: 태종 이방원、英: The King of Tears, Lee Bang-won）は、2021年12月11日から2022年5月1日まで放送された韓国KBSのテレビドラマ。全32話。
「KBS大河ドラマ」としては、『チャン・ヨンシル 〜朝鮮伝説の科学者〜』以来5年ぶりの復活作でもある。
日本での放送は2022年9月28日、KNTVで開始され、2023年4月〜8月にはWOWOWでも放送された。

## 概要
この作品は、高麗という国を倒し李氏朝鮮という新しい国造りへと導いた人の一人太宗イ・バンウォンの生涯を描いた正統派時代劇である。

## キャスト

### 主要登場人物
- イ・バンウォン（李芳遠）：チュ・サンウク[2]（山本兼平）

主人公。ソンゲの五男。後に世弟を経て、朝鮮第3代国王・太宗。
- イ・ソンゲ（李成桂）：キム・ヨンチョル[2]（中村大志）

バンウォンの父。李氏朝鮮初代国王・太祖。
- 神懿王后：イェ・スジョン

ソンゲの正室。バンウからバンウォンまで兄弟の母。
- 神徳王后カン氏：イェ・ジウォン[2]（江口育美）

ソンゲの継室。バンボンとバンソク兄弟の母。
継母の自分へ露骨に敵意をむき出しにするバンウォンを警戒するも、世子バンソクを案じつつ病死する。
- 元敬王后ミン氏：パク・チニ[2]

バンウォンの正室。
- ミン・ジェ（閔霽）：キム・ギュチョル[2]

バンウォンの義父。正室ミン氏の父。

### 李氏一族
- イ・バンウ（李芳雨）：オム・ヒョソプ（モアイ岩下）

ソンゲの長男。真面目で優しい性格。
父や弟たちの新王朝を興す計画に反対する。父が王位簒奪するというなら、自分が王になった時は高麗に政権を返すと主張し離脱。
- イ・パングァ（李芳果）：キム・ミョンス

ソンゲの次男。父に就いて多くの戦いに参加し多くの功績を立てたが、政治には不向きと思われている。
後の朝鮮第2代王・定宗。バンウォンを世弟に指名するが、バンウォンには世子がいいと言われる。
- イ・バンウィ（李芳毅）：ホン・ギョンイン

ソンゲの三男。酒と女好き。
背が低いので軽く見られていると不満を持つ。
- イ・バンガン（李芳幹）：チョ・スンチャン

ソンゲの四男。バンウォンを敵視している。第二次王子の乱の当事者。
- イ・バンボン（李芳蕃）：オ・スンジュン

ソンゲの七男。なお六男は早逝。
一時、世子に内定するが、鄭道伝らが反対し八男のバンソクが世子になる。第一次王子の乱の当事者。
- イ・バンソク（李芳碩）：キム・ジンソン

ソンゲの八男。李氏朝鮮の世子。宜安大君。廃世子の兄と同じく第一次王子の乱の当事者。
兄が七人（一人は既に死亡）いたにもかかわらず彼らを差し置いての後継者指名。
- ツン・ドランテムル／イ・ジラン（佟豆蘭帖木児／李之蘭）：ソン・ドンヒョク

女真族で金の遺臣末裔（佟氏はのち後金の王族となる）。ソンゲと義兄弟の契りを結ぶ。ソンゲの新王朝に賛同し協力する。
義叔父たちのなかで一人だけ、飾りの孔雀羽のついた「幔笠」（マンリイ。女真貴族の帽子）を被っている。
- ツン・ファサンテムル／イ・ファサン （佟发善特穆児／李華善）：テ・ハンホ

ジランの息子。愛嬌のある顔で小太りの青年。バンウォンの仲のいい義従弟。世祖（上王・太宗）の代に提調令監。
父・継母・兄弟・正室・嫡男にも心を開かないバンウォンが、王や上王になっても唯一本音で語れる良友。ファサンもバンウォンの間違いや気付かぬ情報を指摘している。
- イ・ファ：イ・ウォンバル

ソンゲの異母弟。義兄のジランと共にソンゲに協力する。

### 師匠・参謀
- チョン・ドジョン（鄭道伝）：イ・グァンギ

高麗末期から朝鮮王朝初期の文官。儒学者。号は「三峰（サムボン）」。バンウォンに後に排除される。
- チョン・モンジュ（鄭夢周）：チェ・ジョンファン

同じく高麗の文官。儒学者。号は「圃隱（ポウン）」。
イ・ソンゲの参謀だったが、袂を分かつ。イ・ソンゲ一味の重臣を排除したため、バンウォンに暗殺される。
- ハ・リュン（河崙）：ナム・ソンジン

在野の学者。高麗末期の「都堂（トダン）」で摂政閣下（ハッパ）と呼ばれた権力者イ・イニム（李仁任）の義甥。
イニムの急死後、ミン・ジェに誘われ、バンウォンの知恵袋となる。号は「浩亭（ホジョン）」
李氏朝鮮の太祖・定宗・太宗の三代で左議政として活躍。両議政になったのち勇退。

### 次世代
- ヤンニョン大君（李褆）：イ・テリ

廃世子。バンウォンの長男。
- ヒョリョン大君（李補）：チョン・シフン

世祖の次兄。バンウォンの次男。91歳（満89歳）まで生きた。
- チュンニョン（李裪）：キム・ミンギ

のちの第4代国王・世祖。バンウォンの三男。一時忠寧大君。
- 昭憲王后シム氏：キム・ビジュ[2]

チュンニョン大君の正室。青松沈氏。
- シム・オン（沈温）：キム・スンウク

シム氏の父でチュンニョンの舅。ハ・リュンの後任でお飾りの領議政。上王となったバンウォンに濡れぎぬで殺される。

### 高麗王
- 驪興王（王禑／辛禑）：イム・ジギュ

高麗の第32代国王。
- 允王（王昌／辛昌）：キ・ウニュ

高麗の第33代国王。
- 恭譲王（王瑤）：パク・ヒョンジュン

高麗の第34代国王。最後の王でイソンゲに禅譲して杆城で上王として隠居。
- 定城君（王奭）

高麗の世子（次期国王）。恭譲王の長男。

### 明
- 洪武帝（朱元璋）：キム・ソンガン

明の初代皇帝。元の順帝・托歓特穆爾（のち北元の恵宗）を北走させ、即位する。
「朝鮮」という国号を与える。

## スタッフ
- 脚本：イ・ジョンウ
- 演出：キム・ヒョンイル

## 製作
演出を担当したキム・ヒョンイルによれば、KBS大河ドラマのテーマは「国家や権力、政治、そしてその中で苦悩する人間を扱うことである」としたうえで、イ・バンウォンがこのテーマを最も表現できる人物であることを主人公とした理由として説明している。また、龍の涙や大王世宗、鄭道伝などの既存のKBS大河ドラマとの違いとして、キムは「既存のドラマにはイ・バンウォンの動機に対する答えが描かれていなかったため、今回のドラマはその理由を探っていくものである」と語っており、「イ・バンウォンが真の国家を建てるためにどのように労したのか、朝鮮建国に影響を与える物語の中軸であることを描きたい」と語っている。
2021年12月11日に行われた制作発表会に出席した、KBSのキム・ウィチョル社長は5年ぶりの大河ドラマとなる今作に関して、「KBSが大河ドラマの名家であるという名声を取り戻すきっかけ」として期待する発言を行った。

### 馬の死亡事故
2021年11月2日、第7話の落馬シーンを収録する際に、ワイヤーを用いて馬を転倒させ、その1週間後に馬が死亡する事故が発生しており、動物愛護団体から厳しい批判を受けた。
こうした批判を受けKBSは3週間放送休止し、動物安全保障ガイドラインを設けた上、2月19日に前回放送した分をまとめたスペシャル版を放送、26日に放送再開を発表した。
その後、2023年7月6日にKBSのプロデューサーなど製作陣3人は動物保護法違反の疑いで在宅起訴され、2024年1月17日、ソウル南部地方裁判所刑事8単独は3人に対してそれぞれ1000万ウォン、KBSに対して500万ウォンの罰金刑を言い渡した。
死亡した馬・カミは5年ほど活躍した競走馬で、2019年11月〜2021年8月の間は「マリアージュ」と名乗っており、2021年8月の最後の競走中に肺出血を起こして引退した。その後、韓国馬事会から馬のレンタル会社に売られていた。

## 反響
韓国の視聴率調査会社であるニールセン・コリアによると、韓国全体における第1話の視聴率は8.7 %、第2話の視聴率は9.4 %であったが、第6話までにこの視聴率上回った回は存在せず、第6話の視聴率は6.7 %であった。
その後、1月2日に放送された第8話にて自己最高視聴率となる10.2 %を記録した。

## 受賞
2022年 KBS演技大賞
大賞：チュ・サンウク

## 関連ドラマ
- 開国　1984年 KBS（イ・バンウォンの父、イ・ソンゲが主人公で朝鮮初代王として即位するまでの過程を描く）
- 龍の涙　1996年 - 1998年 KBS
- 大王世宗　2008年 KBS（バンウォンの息子、世宗が主人公の作品）
- 鄭道伝　2014年 KBS（イ・ソンゲの側近、鄭道伝が主人公の作品）
- 六龍が飛ぶ　2016年 SBS
- 私の国　2019年 jTBC
- 元敬〜欲望の王妃〜　2025年 tvN